# Soma (princesse)
Pour les articles homonymes, voir Soma.
La reine Soma (khmer : សោ មា) est considérée comme la première souveraine du Cambodge. Elle aurait régné au Ier siècle.  Après la défaite au combat du royaume de Champa, elle devient reine. Elle était l'épouse de Kaundinya I (également connu sous le nom de "Huntien" et "Preah Thong"). Son identité est triple : elle est connue sous le nom de Soma (indien), Liǔyè (chinois) et Neang Neak (khmer).

## Légende
Dans la légende cambodgienne, la reine Soma et son mari, Kaundinya I sont connus sous les noms de "Preah Thong (Kaundinya) et Neang Neak (Soma)". Selon les rapports de deux envoyés chinois, Kang Tai et Zhu Ying, l'état de Funan a été établi par un brahmane indien nommé Kaundinya. Au Ier siècle de notre ère, Kaundinya reçoit l'instruction dans un rêve de prendre un arc magique d'un temple et de vaincre une reine khmère nommée Soma (en chinois : Liuye, « feuille de pâturage »), la fille du roi des Nagas.
La princesse Soma épousa plus tard Kaundinya (chinois : Huntien) et leur lignée fonde la dynastie royale de Funan. Kaundinya a construit plus tard une capitale et a changé le nom du pays en « Kambuja ».

## Archéologie
Bien que légendaire, cette reine est reconnue depuis des siècles comme la première du Cambodge. Ainsi de la stèle de Mỹ Sơn qui date du VIIe siècle et qui atteste déjà que la princesse Soma est la première reine reconnue à la fois des Khmers et des Chams.

## Postérité
Bien qu'ayant été la première souveraine connue du Cambodge, son nom est rarement cité et son importance rarement enseignée dans l'enseignement public au Cambodge.